# 치킨풋
치킨풋(Chickenfoot)은 2008년에 결성된 록 슈퍼그룹이다. 이 그룹은 보컬 새미 헤이거(전 반 헤일런, 몬트로즈), 베이시스트 마이클 앤소니(전 반 헤일런), 기타리스트 조 새트리아니, 드러머 채드 스미스(레드 핫 칠리 페퍼스)로 구성되어 있다. 레드 핫 칠리 페퍼스에 대한 꾸준한 녹음과 투어 약속으로 인해 케니 아로노프는 2011년 스미스의 투어 대체 연주자로 합류했다. 밴드가 공식적으로 결별을 선언하지는 않았지만, 2016년 6월 스미스는 그들의 바쁜 스케줄 때문에 그 밴드의 생존에 대해 의구심을 갖고 있다고 말했다.
이 그룹은 두 장의 스튜디오 음반을 발표했는데, 하나는 라이브 음반이고 하나는 박스 세트였다.
밴드의 이름과 로고가 평화 기호인 "닭의 발자국"을 비하하는 용어인 반면, 베이시스트 마이클 앤소니는 이 이름이 헤이거, 스미스, 그리고 자신 사이의 초기 잼 세션에서 유래되었다고 주장한다.

## 음반 목록

### 스튜디오 음반
- Chickenfoot (2009)
- Chickenfoot III (2011)

### 라이브 음반
- LV (2012)